# Màquina virtual Java
Una màquina virtual Java (MVJ) és un conjunt de programes d'ordinador i estructures de dades que implementen un model específic de màquina virtual. Aquest model accepta un tipus de llenguatge intermedi, anomenat normalment amb  bytecode, conceptualitzant aquest representa el conjunt d'instruccions d'un llenguatge de programació basat en pila i una capa d'arquitectura orientada a la seguretat. Aquest codi majoritàriament està generat pels compiladors del llenguatge Java, encara que la MVJ també pot estar construïda per compiladors d'altres llenguatges. Les MVJ que fan ús de la marca registrada Java, haurien d'estar desenvolupades per altres companyies, en tant que s'adhereixen a l' publicat per Sun.
La MVJ és un component crucial de la plataforma Java. A causa del fet que les MVJ estan disponibles per moltes plataformes de maquinari i de programari, Java, tant pot ser un  middleware i una plataforma de ple dret -d'aquí l'expressió escriu un cop, executa arreu, La utilització del mateix bytecode per a totes les plataformes, permet a Java descriure's com "escriu un cop, executa arreu", en contraposició a l"'escriu un cop, compila arreu". La MVJ permet funcionalitats úniques, com la Gestió automàtica d'excepcions, que proporciona informació de depuració per a qualsevol error en el programari (excepcions) independents del codi font.

## De codi màq. Java a altres llenguatges
Compiladors a altres codis
- GNU GCJ a codi nadiu
- Dalvik Dex a codi Dalvik (Android)
- VMKit a codi LLVM[2]
- Zero/Sharq a codi LLVM[3]

Enllaços a biblioteques
- JNI Java Native Interface
- CNI Cygwin Native Interface
- RMI Remote Method Invocation
- RMI-IIOP: RMI a objectes CORBA

## Altres llenguatges a la màquina Java
Llenguatges dissenyats expressament per a la màquina Java
- Scala
- Clojure
- Groovy

Llenguatges amb versions especialitzades
| Llenguatge | A la JVM |
| ---------- | -------- |
| Erlang     | Erjang   |
| JavaScript | Rhino    |
| PHP        | Quercus  |
| Python     | Jython   |
| REXX       | NetRexx  |
| Ruby       | JRuby    |
| Tcl        | Jacl     |

Llenguatges amb compiladors o rerefons de compilació específics
- Haskell GHC LambdaVM[5]
- OCamlJava